# Autopista Norte-Sur (Caracas)
La Autopista Norte-Sur conocida también como Autopista de los Túneles, es una vía que como su nombre lo indica atraviesa de norte a sur parte del Municipio Libertador al oeste del Distrito Metropolitano de Caracas. Al centro norte del país sudamericano de Venezuela.

## Descripción
Conecta la Autopista Caracas-La Guaira (en el norte) con la Autopista Valle-Coche (hacia el sur dirección Maracay) cerca de la Avenida Intercomunal de Coche. La denominación alternativa de "los Túneles" viene del hecho de que la vía conecta varios túneles reconocidos en Caracas (El Valle, El Paraíso y La Planicie).
En 2014 y 2015 se le realizaron obras de ampliación que permitieron una mejor conexión de las vías a través de un viaducto de 420 metros de longitud a la altura del Sector de la Pirámide que lo comunican con el Distribuidor La Araña.
Atraviesa diversos sectores reconocidos como la Avenida José Ángel Lamas, la Avenida San Martín, la Autopista Francisco Fajardo, la Avenida José Antonio Paéz, la Avenida Guzmán Blanco, la Avenida Principal del Cementerio (y el Cementerio General del Sur), la Avenida Roosevelt, entre otros sectores.